# Baldassarre Ansidei
Pour les articles homonymes, voir Ansidei.
Baldassarre Ansidei, né à Pérouse le 25 septembre 1555 et mort selon le 5 décembre 1614 à Rome, est un humaniste italien.

## Biographie
Né en 1556, à Pérouse, se distingue de bonne heure parmi les élèves d’Orazio Cardaneti, qui professe alors les belles-lettres dans cette ville avec une grande réputation. Le désir de perfectionner ses talents le conduit à Rome, où il suit les leçons de Muret, et se concilie l’estime de cet habile maître, qui ne cesse depuis de lui donner des marques de sa bienveillance. Après la mort de Cardaneti, il revient occuper sa chaire à Pérouse ; mais il passe bientôt à Pise, d’où le cardinal Orazio Acquaviva le fait revenir à Rome. Nommé d’abord conservateur de la Bibliothèque apostolique vaticane, il est ensuite chargé de la garde des archives du Château Saint-Ange. On doit à Ansidei une bonne description des travaux que nécessita le transport de la magnifique colonne du temple de la Paix a la place de Ste-Marie-Majeure. C’est à lui qu’on doit aussi l’inscription gravée sur le monument. Il en a composé plusieurs autres qui se distinguent toutes par un goût d’antiquité que peu de savants ont eu au même degré. Il meurt a Rome le 5 décembre 1614, à l’age de 58 ans. Ses poésies latines et ses lettres sont restées manuscrites. Celles qu’il écrivit à Muret renferment plusieurs anecdotes littéraires. Dans l’une, il parle d’un commentaire qu’il préparait sur les œuvres de Sénèque. Giovanni Battista Vermiglioli a publié une notice sur sa vie et sur ses ouvrages.